# Orenair
Orenair o Orenburg Airlines (in russo: ОРЕНБУРГСКИЕ АВИАЛИНИИ) era una compagnia aerea russa basata all'aeroporto di Orenburg, nell'oblast' di Orenburg, in Russia. Fondata nel 1932, la compagnia ha concluso le operazioni di volo nel 2016, dopo essere stata inglobata in Rossija Airlines.

## Storia

### Anni trenta
Il 28 agosto 1932 è stato effettuato il volo tecnico sulla rotta Mosca, Russia - Tashkent con una fermata a Orenburg, nell'Oblast di Orenburg. Nel 1933 è stato aperto il primo centro dei controlli di volo a Orenburg. Nel 1937 è stato aperto l'aeroporto di Orenburg-Nežinka.

### Anni quaranta
I primi Polikarpov Po-2 sono arrivati a Orenburg nel 1940. Negli anni della Seconda guerra mondiale 1941-1945 i piloti della città parteciparono alle operazioni di soccorso e nelle battaglie aeree a Leningrado (oggi San Pietroburgo).

### Anni cinquanta
Dal 1950 incominciò il periodo di sviluppo della compagnia aerea a Orenburg con l'arrivo dei primi Lisunov Li-2. Nel 1953 la compagnia aerea trasportò 1.700 passeggeri, 86 tonnellate di posta. Nel 1954 i piloti di Orenburg ricevettero i primi Antonov An-2. Nel 1955 il primo Yakovlev Yak-12 entrò a far parte della flotta della compagnia aerea. Nel 1958 i primi aerei della Cecoslovacchia i Super-Aero e l'Aero-145 sono atterrati a Orenburg. Nello stesso anno è stata organizzata la filiale della compagnia all'Aeroporto di Orsk.

### Anni sessanta
Nel 1964 la compagnia aerea russa ricevette i primi Antonov An-24 e Antonov An-10.

### Anni settanta
Nel 1975 sono stati inaugurati i primi voli dall'Aeroporto di Orenburg-Centralnyj operati con i Tupolev Tu-134. Nel 1976 il primo Tupolev Tu-154 è arrivato a Orenburg. Nel 1980 è stato inaugurato il complesso della manutenzione degli aerei Tupolev e Antonov.

### Anni ottanta
Nel 1982 a Orenburg sono arrivati gli aerei Let L 410. Negli anni ottanta è stato aperto il nuovo hub di Orsk della compagnia aerea.

### Anni novanta
Nel 1991 è stato aperto il volo Orsk - Mosca-Domodedovo. Nel 1992 la compagnia aerea ha aperto la più lunga rotta della sua storia Orenburg - Chabarovsk-Novyj. Gli elicotteri Mil Mi-8 e gli aerei cargo Ilyushin Il-76 sono arrivati a Orenburg nello stesso anno. Nel 1993 la compagnia ha operato le rotte aeree per 15 paesi. Nel 2000 la compagnia aerea dopo la crisi del 1998 ha riaperto le rotte per Tashkent e Baku.

## Strategia
La compagnia aerea Orenair era una compagnia aerea russa statale ed era una delle dieci principali compagnie aeree nel mercato dei voli charter della Federazione Russa. L'Orenair effettuava voli di linea e voli charter in Russia, Europa (Austria, Bulgaria, Croazia, Francia, Germania, Italia, Spagna, Turchia), in Africa (Egitto, Tunisia), in Asia (Cina, India, Thailandia, Maldive).
L'8 novembre 2007 l'EASA ha rilasciato alla compagnia aerea russa Orenair il certificato № 145.0392 che permetteva la manutenzione tecnica secondo la parte 145 delle regole dell'Unione europea e dell'EASA degli aerei Boeing 737-400, Boeing 737-500 e Boeing 737-800.
Nel 2008 l'Orenair diventò il secondo più importante vettore russo nel mercato dei voli charter con la capacità di trasporto di oltre 1,85 milioni di passeggeri/anno.
Nel 2009 la compagnia aerea di Orenburg ha trasportato 1.608.146 passeggeri effettuando 12.522 voli di linea e charter. L'arrivo nella flotta dell'Orenair di 3 aerei Boeing 737-800 che si sono aggiunti agli altri 9 Boeing 737 e la collaborazione nei voli charter con l'operatore turistico russo "Pegas Turistik" hanno permesso alla compagnia aerea di aumentare il trasporto di passeggeri al +40,3% nel 2009 rispetto all'anno precedente.
29 giugno 2010 - la Orenair ha trasportato 1 milione di passeggeri dall'inizio dell'anno mostrando una tendenza per la crescita. Nel 2010 questo evento è accaduto due mesi prima rispetto all'anno precedente e quattro mesi prima rispetto al 2008.
20 ottobre 2010 - la Orenair ha trasportato 2 milioni di passeggeri dall'inizio del 2010 per la prima volta nella sua storia nella sua rete di linea e charter che conta 38 aeroporti russi e 20 aeroporti in Europa, Asia, Africa e Medio Oriente.
Nel 2010 la compagnia aerea di Orenburg ha trasportato 2,401 milioni di passeggeri mostrando la crescita di +49,3% rispetto al 2009.
Il 12 luglio 2011 è stato effettuato il primo volo di linea dal 1993 sulla rotta Orenburg - Kiev dopo 18 anni di assenza di collegamento aereo diretto con la capitale ucraina.
Il 26 marzo 2016 la compagnia ha effettuato il suo ultimo giorno di operazioni: dal giorno successivo, infatti, la compagnia è stata inglobata in Rossija Airlines. Il COA della compagnia è stato quindi sospeso nel maggio successivo.

## Flotta
La flotta, al momento della chiusura, era composta dai seguenti velivoli:

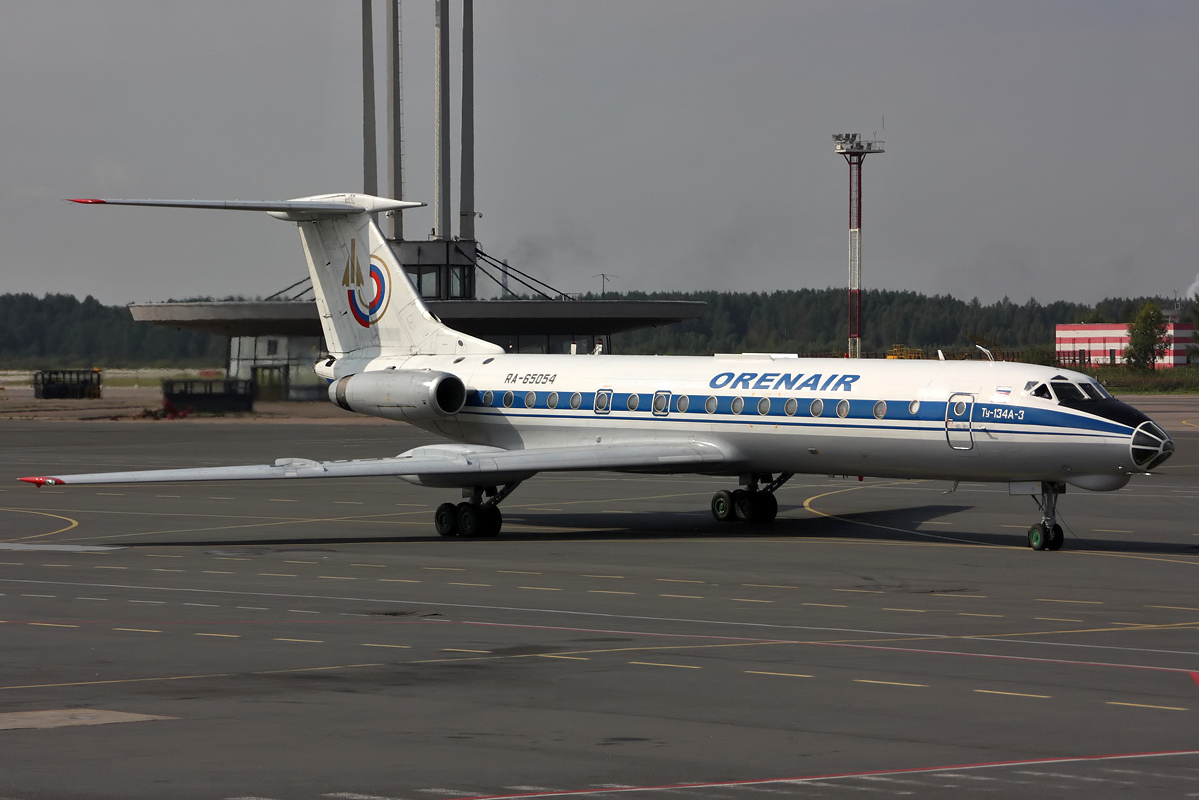
Tupolev Tu-134A-3 nella livrea storica della Orenair.

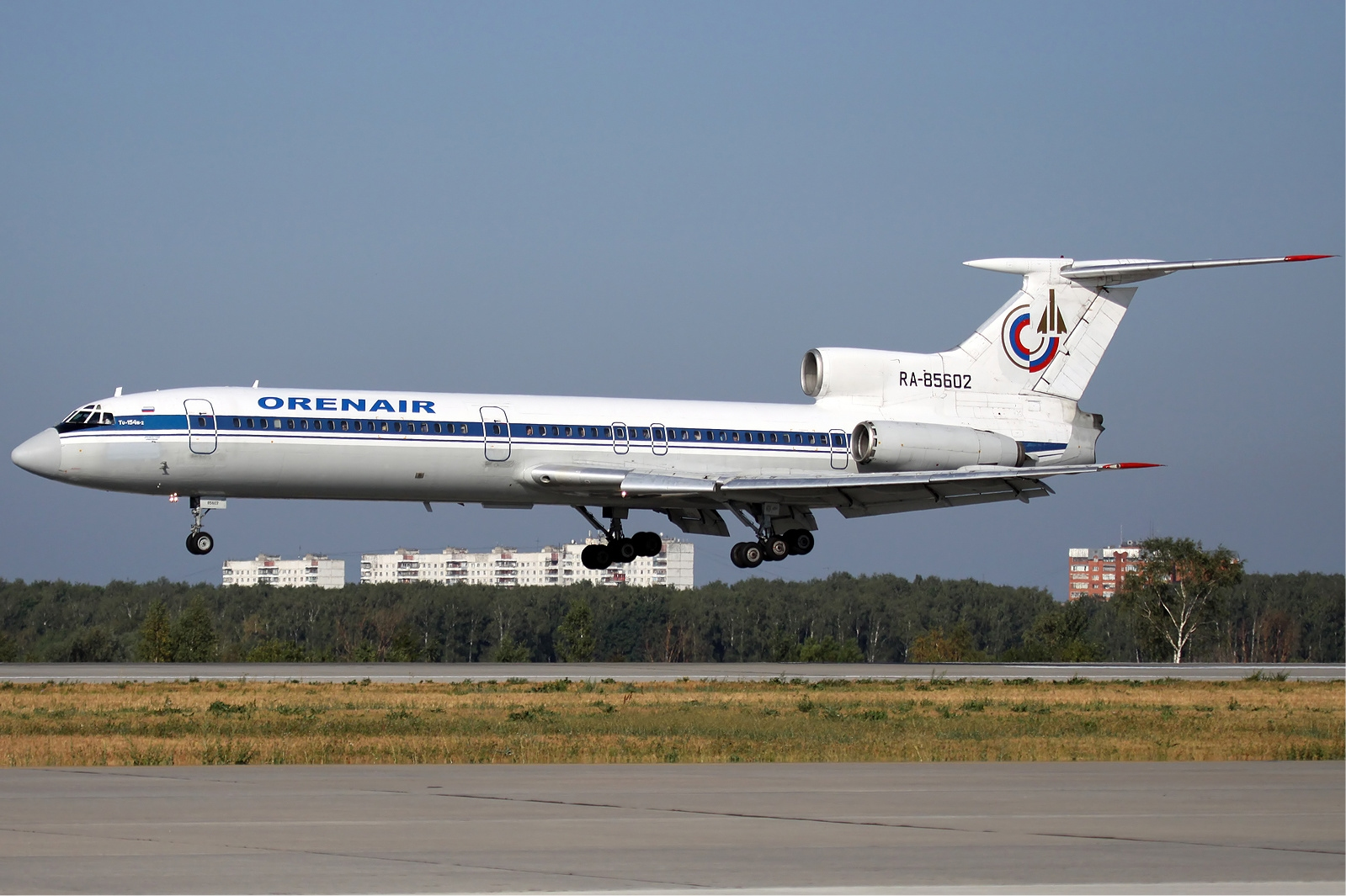
Tupolev Tu-154B-2 nella livrea storica della Orenair.

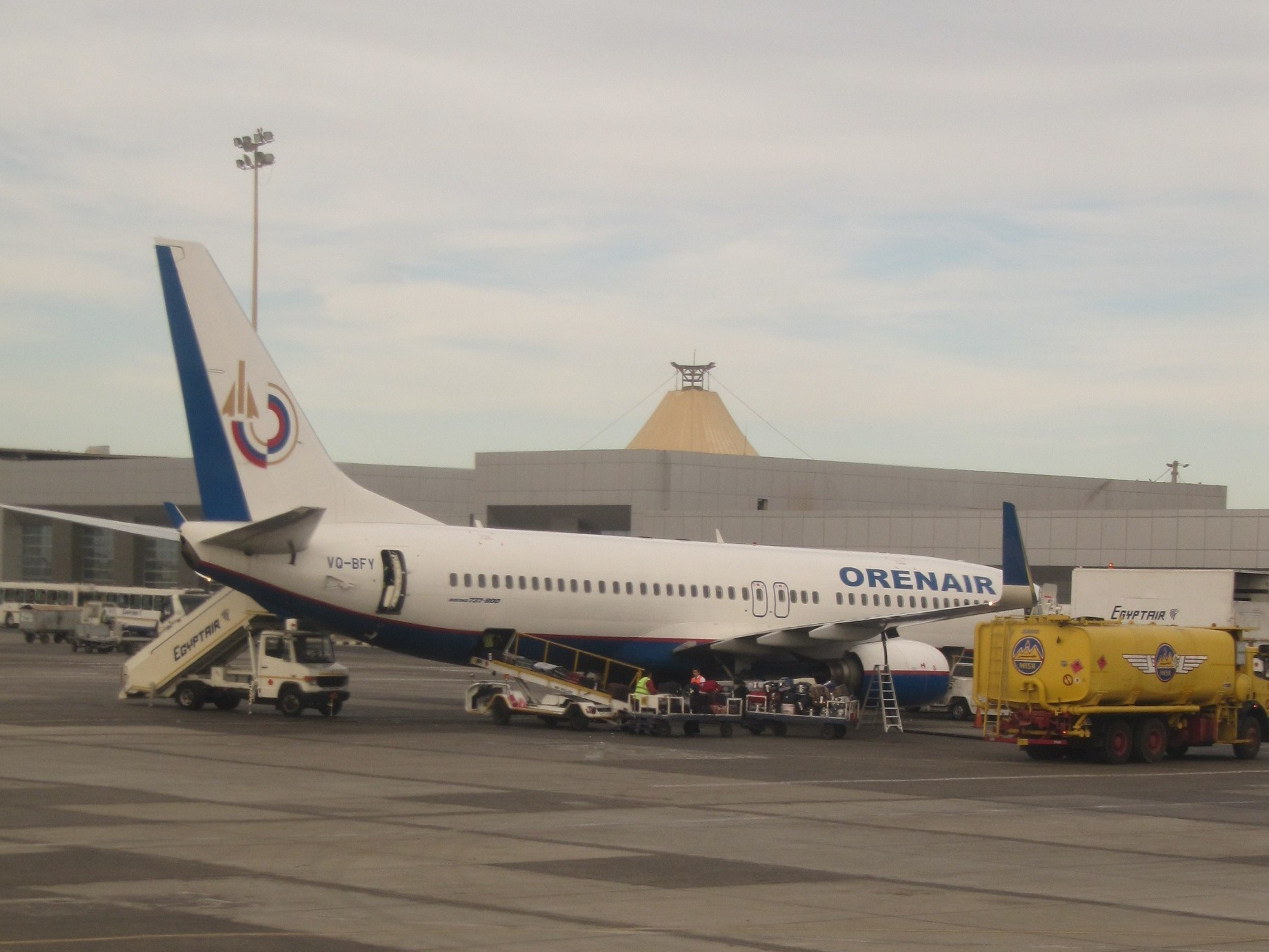
Boeing 737-800 nella livrea attuale della Orenair all'aeroporto di Hurghada.

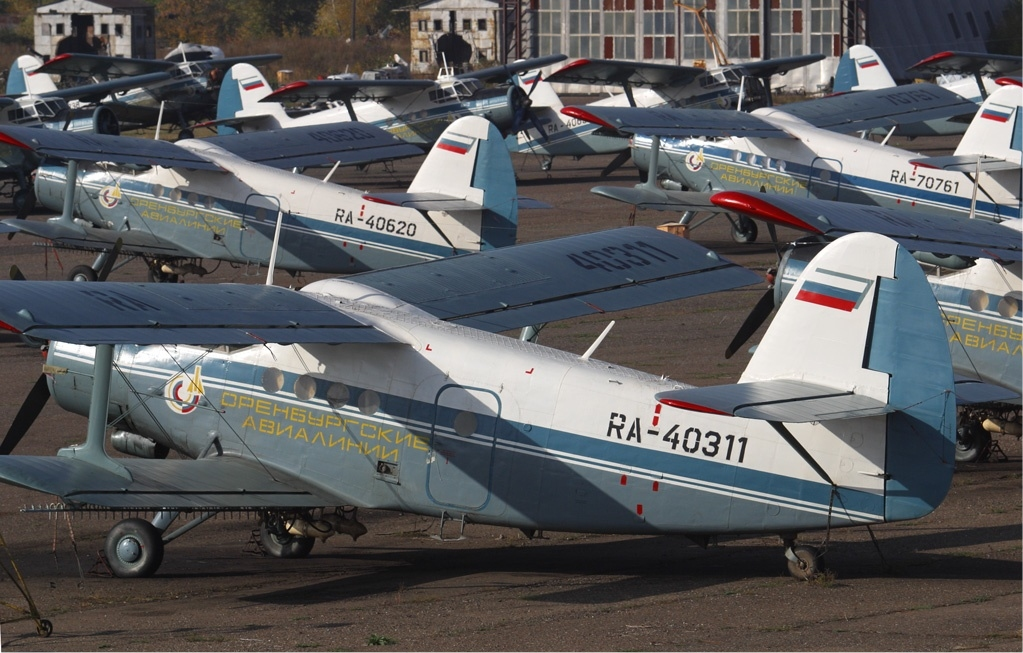
La flotta di Antonov An-2 dell'Orenair

### Aerei
Corto raggio
- 7 Antonov An-2[7]
- 3 Yakovlev Yak-40

Medio raggio
- 2 Boeing 737-400[8]
- 19 Boeing 737-800[9][10]

Lungo raggio
- 3 Boeing 777-200ER[11][12])

### Elicotteri

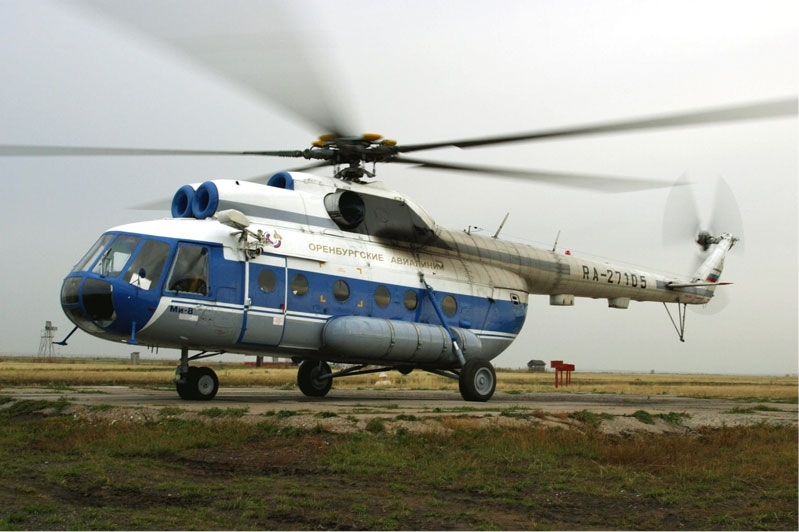
Mil Mi-8 dell'Orenair

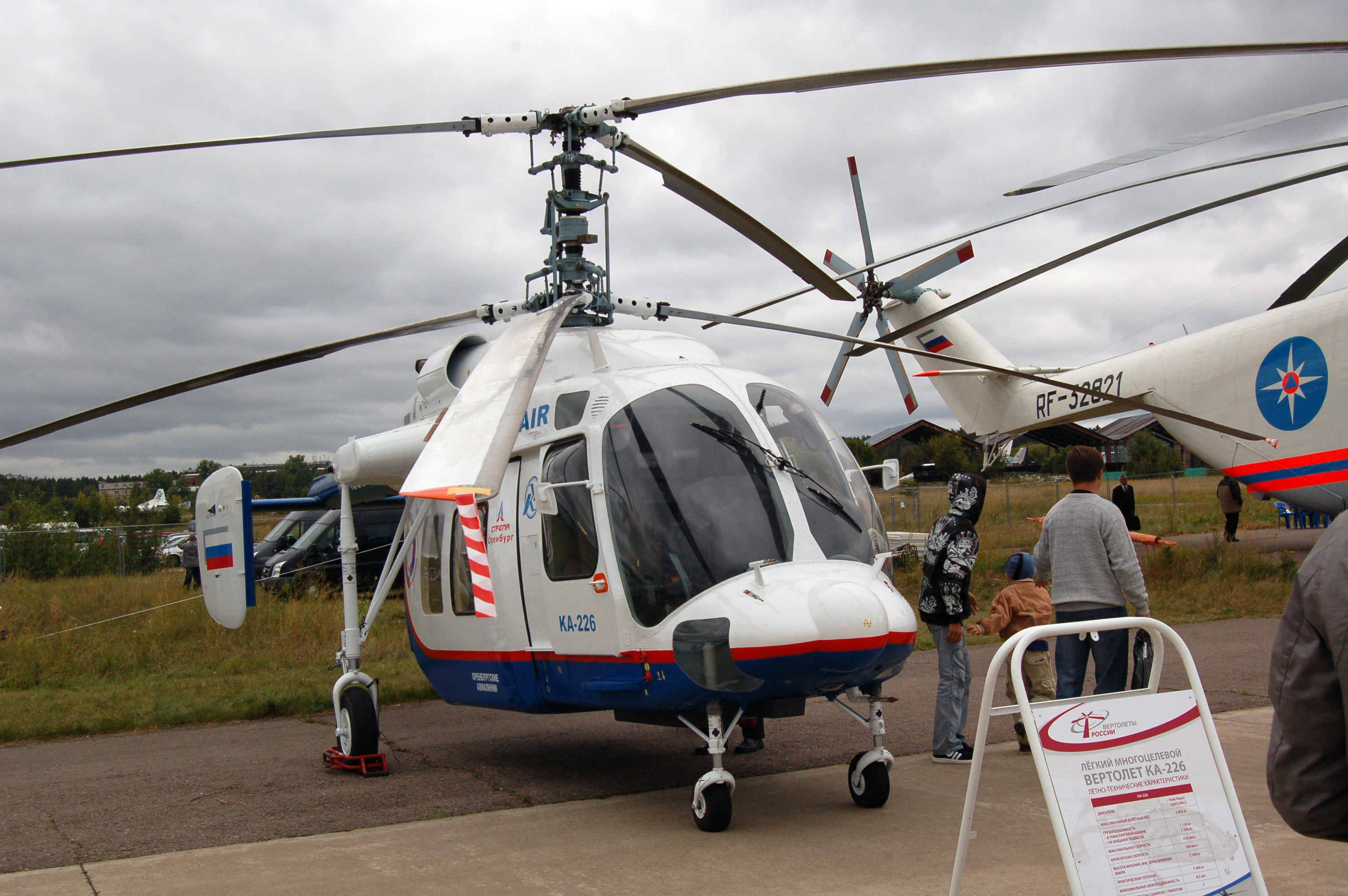
Kamov Ka-226 dell'Orenair

- 1 Mil Mi-8PS[13]
- 2 Mil Mi-8T
- 6 Mil Mi-2[14]
- 2 Kamov Ka-226

## Flotta storica
- Antonov An-24
- Boeing 737-500
- Tupolev Tu-134A-3
- Tupolev Tu-154B-2
- Tupolev Tu-204-100
- Tupolev Tu-154M

## Incidenti
- Il 29 gennaio 2007 un volo nazionale Mosca-Domodedovo-Orenburg operato con un Tupolev Tu-154B-2 dell'Orenair (RA-805604) alle 14:55 è partito dall'Aeroporto di Mosca-Domodedovo. Dopo aver raggiunto la quota di 1 700 m il comandante ha comunicato alla torre di controllo che in uno dei tre motori del velivolo era in corso un incendio. Alle 15:06 l'aereo ha effettuato un atterraggio d'emergenza, nessuno dei passeggeri a bordo ha avuto dei danni.